# Onthophagus purpureicollis
Onthophagus purpureicollis är en skalbaggsart som beskrevs av Macleay 1864. Onthophagus purpureicollis ingår i släktet Onthophagus och familjen bladhorningar. Inga underarter finns listade i Catalogue of Life.